# 체리 커리
체리 커리(Cherie Currie, 1959년 11월 30일 ~ )는 미국의 가수이다.